# اقیانوس‌ها (ترانه کلدپلی)
«اقیانوس‌ها» ترانه‌ای از گروه موسیقی آلترنتیو راک کلدپلی است. این ترانه در آلبوم داستان‌های ارواح (آلبوم کلدپلی) قرار داشت.